# Eumyzus prunicolus
Eumyzus prunicolus är en insektsart. Eumyzus prunicolus ingår i släktet Eumyzus och familjen långrörsbladlöss. Inga underarter finns listade i Catalogue of Life.